# 1890 în literatură
- 1889 în literatură — 1890 în literatură — 1891 în literatură

Anul 1890 în literatură a implicat o serie de evenimente și cărți noi semnificative.  

## Cărți noi
- Rolf Boldrewood - The Squatter's Dream
- Mary Elizabeth Braddon - One Life, One Love
- Rhoda Broughton - Alas!
- Hall Caine - The Bondman
- Hall Caine - The Scapegoat
- Kate Chopin - At Fault
- Marie Corelli - Wormwood
- Ignatius L. Donnelly - Caesar's Column
- Arthur Conan Doyle - The Firm of Girdlestone
- Arthur Conan Doyle - Semnul celor patru
- Knut Hamsun - Hunger
- William Dean Howells - A Hazard of New Fortunes
- Rudyard Kipling - The Light That Failed
- William Morris - News from Nowhere
- Octave Mirbeau - Sébastien Roch
- Molly Elliot Seawell - Little Jarvis
- Jules Verne - César Cascabel
- Oscar Wilde - The Picture of Dorian Gray

## Nașteri
- 15 septembrie: Agatha Christie, scriitoare engleză de romane, povestiri scurte și piese de teatru polițiste (d. 1976)